# Площадь Борцов Революции (Луганск)

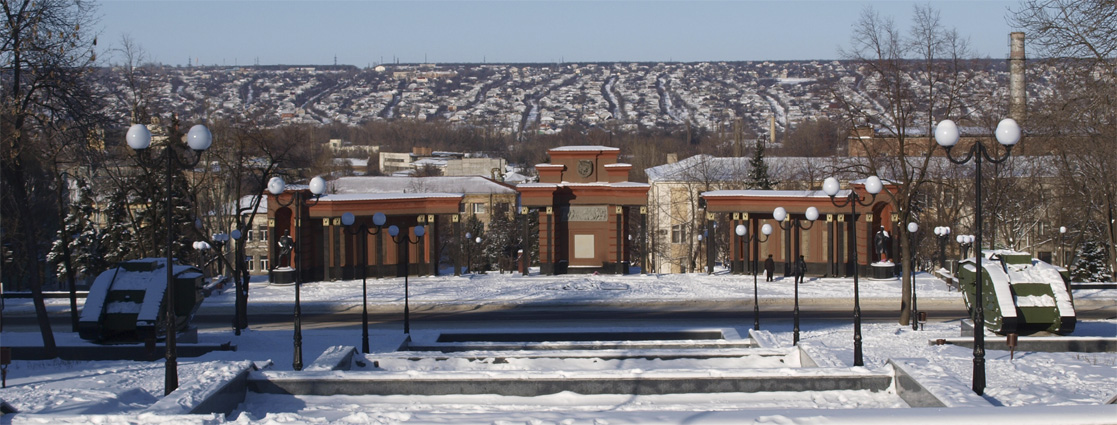

Площадь Борцов Революции (укр. Площа Борців Революції) — площадь, расположенная в Луганске между улицами Титова, Красноармейской, Тараса Шевченко и 14-й линией.
Современная площадь Борцов Революции является частью бывшей Новобазарной площади, заложенной в конце XIX века. При закладке площади был использован необычный рельеф местности: торговые ряды тянулись с севера до современной улицы Коцюбинского. Историческое название площади происходит от базаров, которые проводились регулярно, и ярмарок, которых в начале XX века в Луганске было две в год: первая в день Николая Чудотворца (с 7 до 10 мая), вторая в день Усекновения главы Иоанна Крестителя (с 24 до 31 августа). Появление площади было обусловлено потерей своих функций Успенской, или Старобазарной, площадью (ныне площадь Революции).

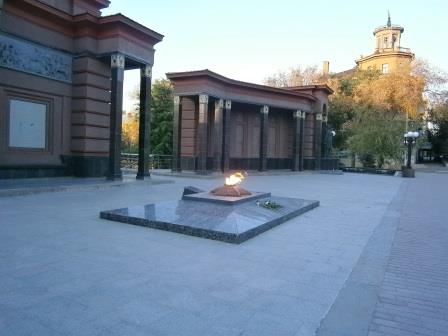
«Вечный огонь» в мемориальном комплексе на площади Борцам Революции.

Вдоль улицы Карла Маркса, пересекающей площадь, расположен памятник участникам Октябрьской революции и Гражданской войны. Мемориал имеет вид 40-метровой изогнутой колоннады высотой 4 метра. Решение о создании памятника было принято исполнительным комитетом Луганска в 1930 году. Торжественное открытие памятника состоялось 7 ноября 1937 года. 
В 1940 году Совнарком УССР  принял решение о строительстве в Луганске нового здания для музея Революции, которое должно было начаться в 1941 году.  Под музей было отведено место на площади напротив памятника Борцам революции. Одновременно с составлением проекта здания музея был разработан генеральный план застройки площади. Но этим планам помешала начавшаяся Великая Отечественная война.
3 сентября 2009 постановлением Кабинета Министров Украины мемориалу Борцам Революции  был присвоен статус памятника национального значения.